# William Primrose
William Primrose (Glasgow, 1903. augusztus 23. – Provo, Utah, 1982. május 1.) skót brácsás és tanár, sokan minden idők legjobb mélyhegedűseként tartják számon.

## Életrajza
Glasgowban született, ott kezdett hegedülni tanulni, majd tanulmányait a londoni Guildhall School of Musicban folytatta. Később Belgiumban Eugène Ysaÿe keze alá került, aki inkább a brácsázást ajánlotta a hegedülés helyett.
1930-ban Warwick Evans, John Pennington, Thomas Petre és Primrose közreműködésével alakult meg a London vonósnégyes, amely 5 éven keresztül működött.
1937-től az NBC Symphony Orchestra (vezetője Arturo Toscanini) tagja egészen Toscanini 1941-es távozásáig.
Szólista karrierje Richard Crooks oldalán indul meg. Később Arthur Judson koncertszervezővel fog össze.
1944-ben brácsaversenyt rendelt Bartók Bélától.
Élete hátralévő részében könyveket ír a mélyhegedülésről, Japán és USA (The Juilliard School, Eastman School of Music) szerte tanít.
1972-ben kiadja „emlékezéseit”, A Walk on the North Side címmel.
Provo, Utah településen rákban hal meg 1982-ben. Különböző felvételei elismeréseiért a Hollywood Walk of Fame, 6801 Hollywood Blvd alatt egy csillagot helyeztek el.